# Kogelmeniezwam
De kogelmeniezwam (Dialonectria episphaeria) is een schimmel behorend tot de familie Nectriaceae. Het is een necrotrofe parasiet die leeft op oude pyrenomyceten.

## Kenmerken

### Teleomorf
De perithecia zijn ongeveer bolvormig en hebben een iets uitstekende mond (ostiolum) aan de top. Ze zijn ongeveer 0,2 tot 0,3 mm breed en felrood van kleur. De perithecia verschijnen vaak in kleine of grote groepen. Bij droog weer vallen ze van bovenaf of van opzij naar binnen.
De asci zijn cilindrisch tot smal knotsvormig en meten ongeveer 65–105 × 8–9 µm. De ascosporen zijn aanvankelijk elliptisch en hyaliene, maar worden bleekbruin. Ze zijn enkelvoudig gesepteerd en 7–10 × 3–4 µm groot. Hun oppervlak is glad, enigszins ruw als ze volgroeid zijn.

### Anamorf
De microconidia zijn elliptisch tot clavaat, hyaliene en ongesepteerd. De macroconidia zijn subcilindrisch, matig gebogen en enigszins taps toelopend aan de uiteinden. Ze zijn hyaliene, drie tot vijf keer gesepteerd en meestal dunwandig.

## Verspreiding
In Nederland komt kogelmeniezwam algemeen voor. Hij staat niet op de rode lijst en is niet bedreigd.

## Taxonomie
Dialonectria episphaeria werd in 1791 door Heinrich Julius Tode beschreven als Sphaeria episphaeria. In 1849 plaatste ze Elias Magnus Fries in het geslacht Nectria. Rossman & Samuels scheidden de soort in 1999 in het geslacht Cosmospora. Sinds 2011 wordt de soort gezien tot het genus Dialonectria. Dit werd in 1884 geïntroduceerd door Mordecai Cubitt Cooke met Dialonectria episphaeria (ook wel Dialonectria sanguinea genoemd) als de typesoort. Deze mening had aanvankelijk echter niet de overhand.
De identiteit van de anamorfe Kogelmeniezwam schimmel is nog niet definitief opgehelderd. Fusarium aquaeductuum var.medium of Fusarium dimerum werd vaak als bijgewas beschouwd. Fusarium episphaeria wordt nu beschouwd als een anamorf van de kogelmeniezwam. F. aquaeductuum var.medium wordt toegewezen aan Dialonectria ullevolea.

## Foto's

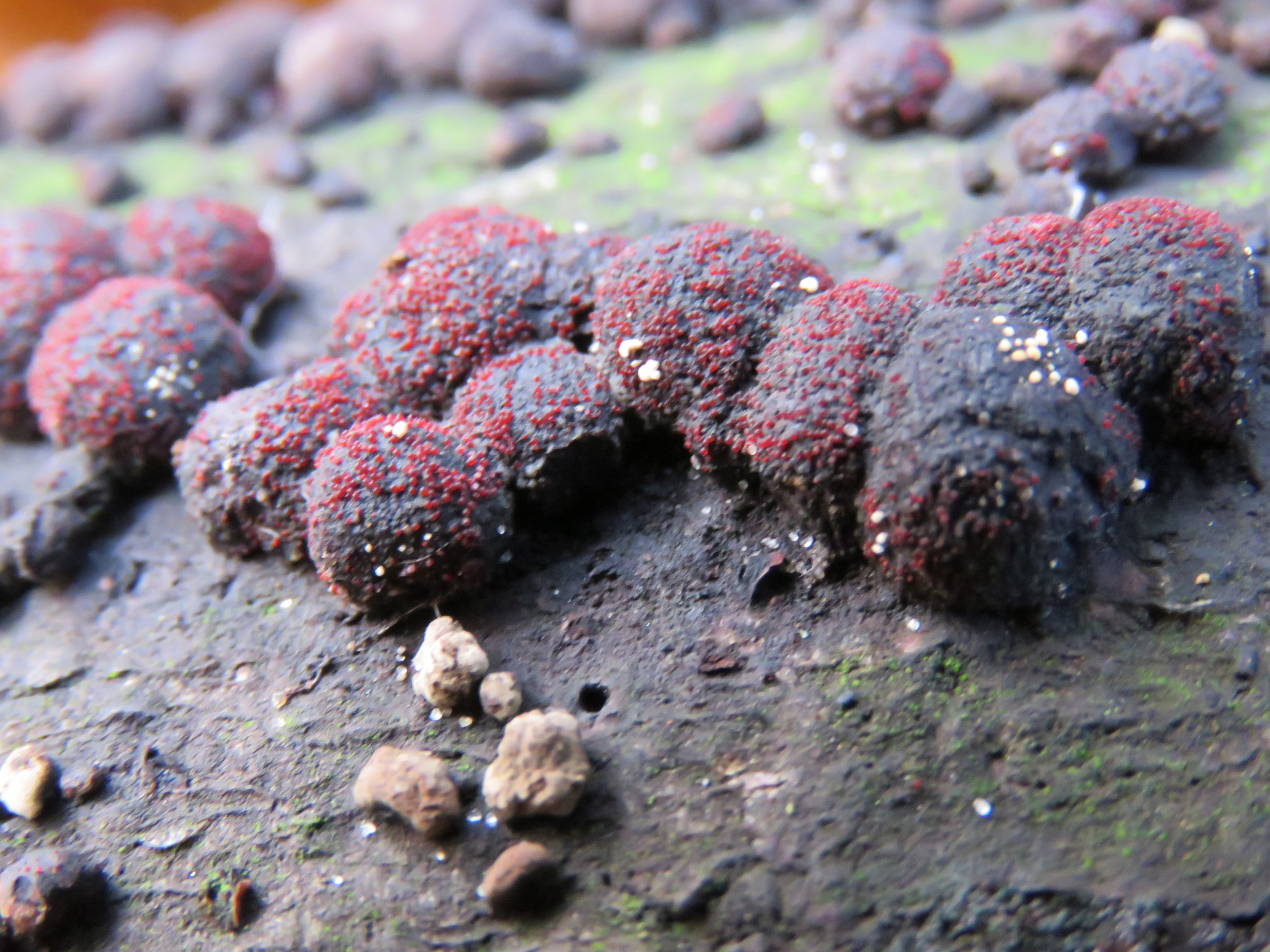
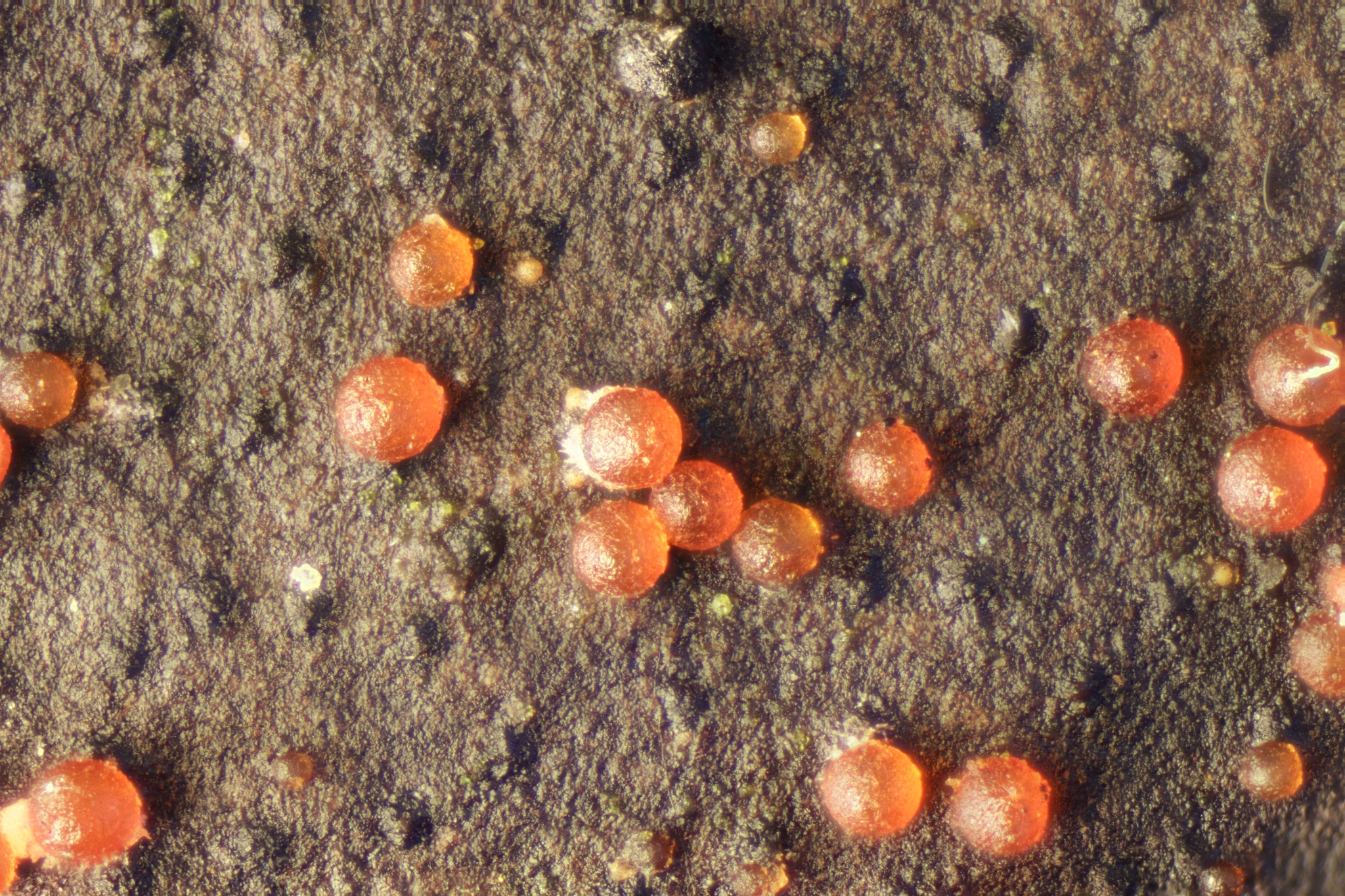
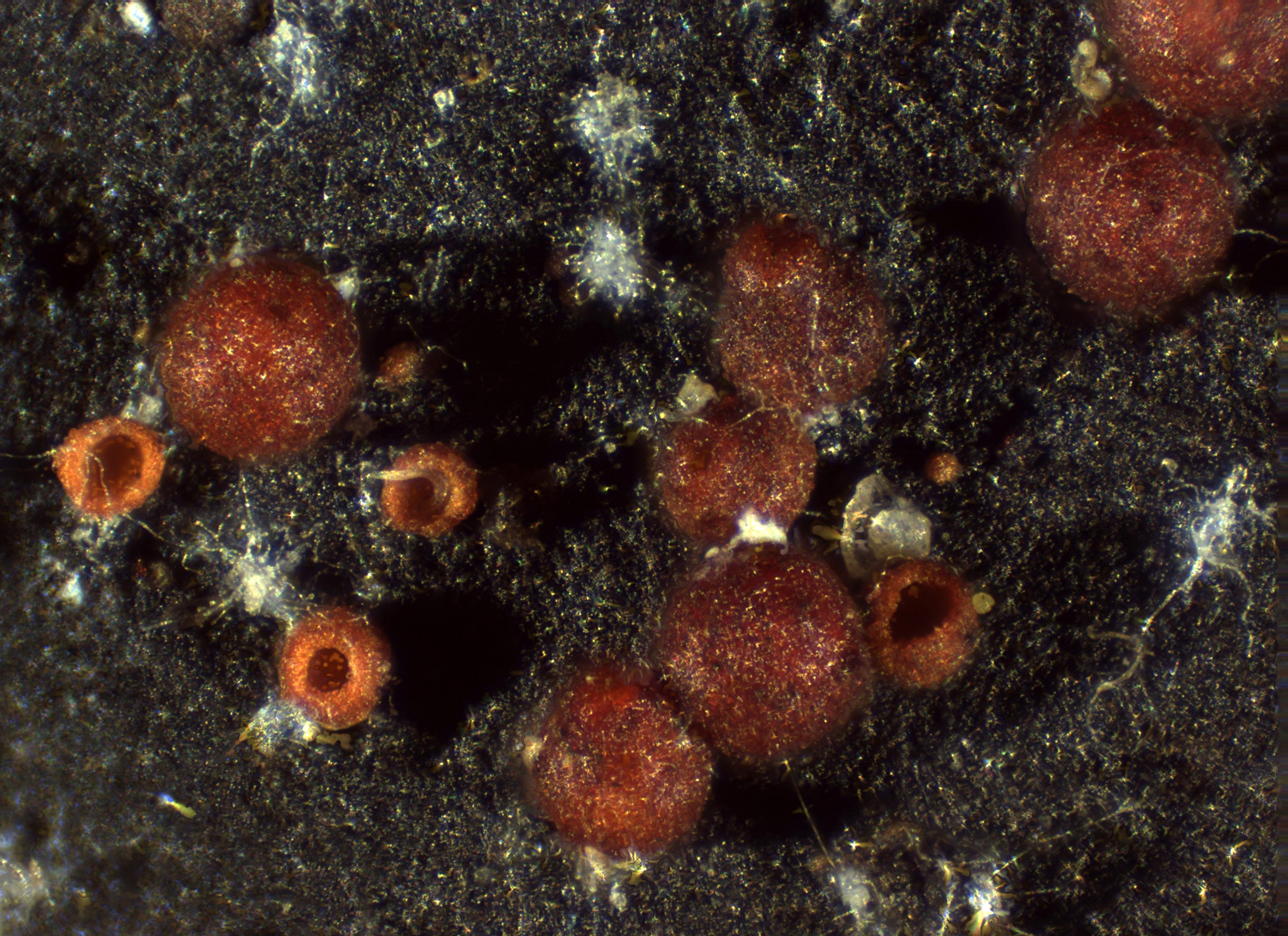
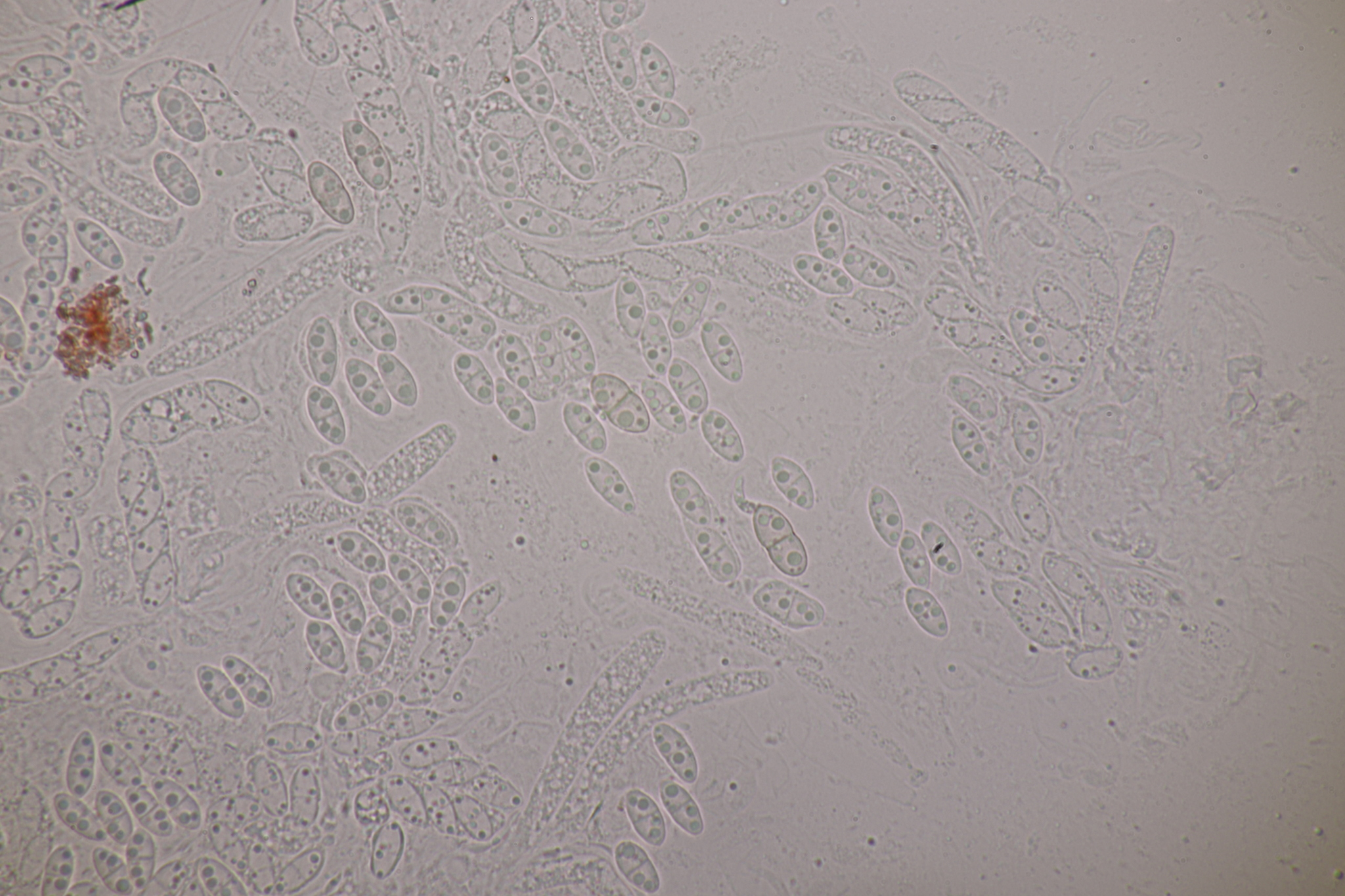
Sporen
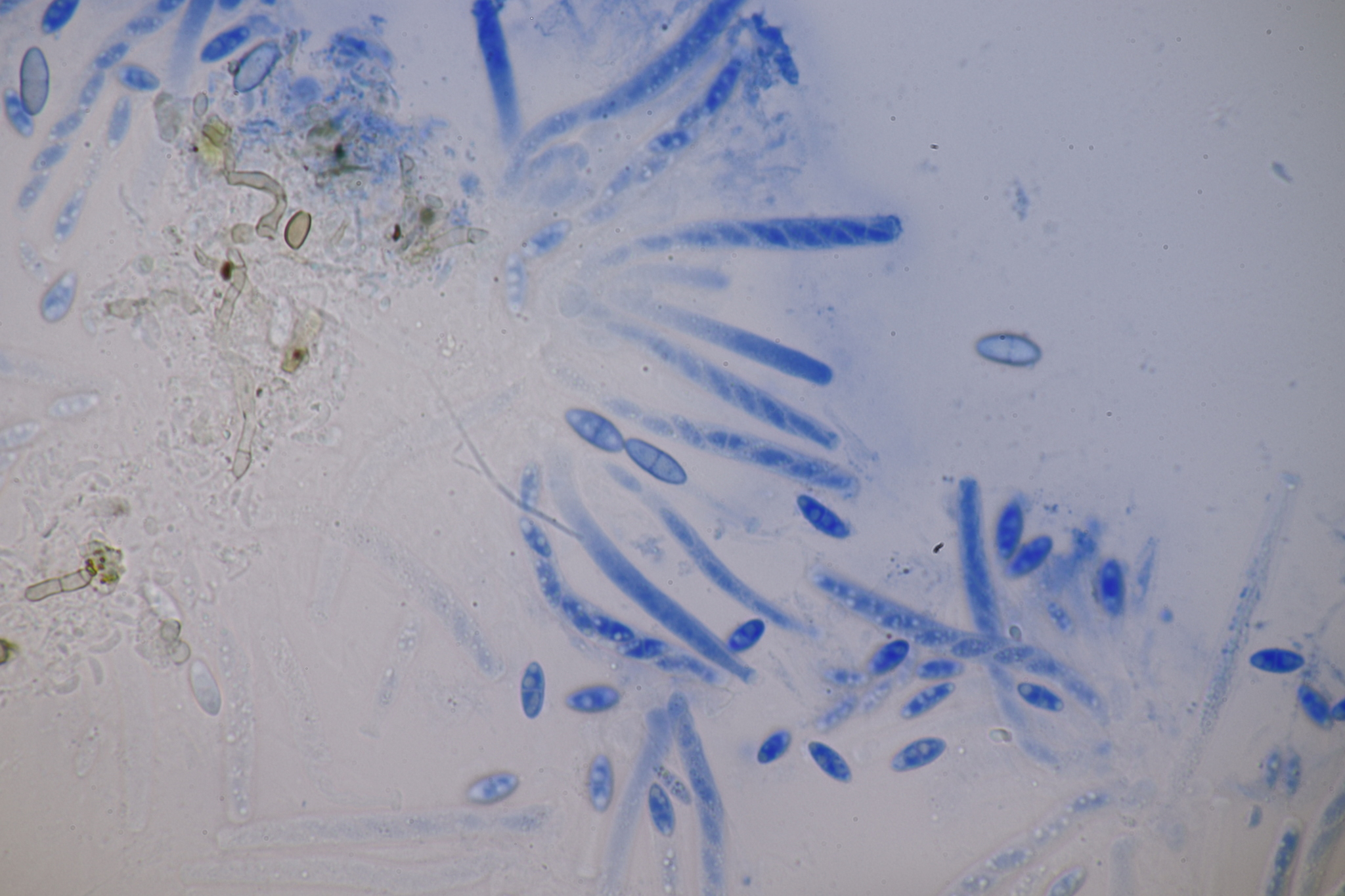
Asci